# جووانی ویتروتی
جووانی ویتروتی (ایتالیایی: Giovanni Vitrotti؛ ۱ مهٔ ۱۸۷۴ – ۱ دسامبر ۱۹۶۶) فیلم‌بردار، و کارگردان فیلم اهل ایتالیا بود.
از فیلم‌ها یا مجموعه‌های تلویزیونی که وی در آن‌ها نقش داشته است می‌توان به عاشق مجنون‌وار و سه احمق خوش‌شانس اشاره نمود.